# Myrmarachne spissa
Myrmarachne spissa är en spindelart som först beskrevs av George William Peckham och Elizabeth Maria Gifford Peckham 1892.  Myrmarachne spissa ingår i släktet Myrmarachne och familjen hoppspindlar. Inga underarter finns listade i Catalogue of Life.